# 杜布尔季站
杜布尔季站是拉脱维亚铁路托尔尼亚卡尔内斯-图库姆斯铁路线上的一个火车站，车站位于拉脱维亚里加地区尤爾馬拉市的杜布尔季。

## 历史
杜布尔季的第一个车站于1877年启用。
目前使用的车站是1977年竣工的具有现代主义风格的混凝土建筑。雕塑般的混凝土外壳结构截面酷似波浪，被誉为拉脱维亚苏维埃社会主义共和国最现代化的车站建筑。它由苏联建筑师伊戈尔斯·雅韦因斯（1903—1980）设计。2015年拉脱维亚铁路对该站进行了翻新，拆除了一个站台并对其他站台进行了现代化改造。